# Wélton
Wélton, właśc. Wélton Araújo Melo (ur. 17 kwietnia 1975 w Cambuci) – brazylijski piłkarz występujący na pozycji napastnika.

## Kariera klubowa
Karierę piłkarską Wélton rozpoczął w klubie Fluminense FC w 1994 roku. We Fluminense 17 sierpnia 1994 w przegranym 0-1 meczu z União São João Araras Ferreira zadebiutował w lidze brazylijskiej. W 1995 występował w lokalnym rywalu – CR Flamengo. We Flamengo 9 grudnia 1995 w zremisowanym 2-2 meczu z União São João Araras Ferreira wystąpił po raz ostatni w lidze. Ogółem w latach 1994–1997 rozegrał w lidze brazylijskiej 20 spotkań, w których strzelił 3 bramki. W 1996 wyjechał do USA, gdzie został zawodnikiem New England Revolution. W latach 1997–1999 był zawodnikiem Los Angeles Galaxy. W 1996 i 1998 wystąpił w MLS All-Star Game. W latach 1999–2000 był zawodnikiem Miami Fusion. Ogółem w latach 1996–2000 Wélton rozegrał w Major League Soccer 144 spotkania, w których 43 bramek. W 2001 był zawodnikiem występującego w A-League Pittsburgh Riverhounds. W 2002 powrócił do ojczyzny, gdzie został zawodnikiem Parany Kurytyba. W 2003 występował w Norwegii w drugoligowym Fredrikstad FK. W 2004 powrócił do USA, gdzie rok później zakończył karierę w występującym w USL First Division Seattle Sounders.
| Sezon | Klub                   | Kraj              | Rozgrywki                     | Mecze | Bramki |
| ----- | ---------------------- | ----------------- | ----------------------------- | ----- | ------ |
| 1994  | Fluminense FC          | Brazylia          | Campeonato Brasileiro Série A | 19    | 3      |
| 1995  | CR Flamengo            | Brazylia          | Campeonato Brasileiro Série A | 1     | 0      |
| 1996  | America Rio de Janeiro | Brazylia          | Campeonato Carioca            | ?     | ?      |
| 1996  | New England Revolution | Stany Zjednoczone | Major League Soccer           | 29    | 3      |
| 1997  | Los Angeles Galaxy     | Stany Zjednoczone | Major League Soccer           | 29    | 11     |
| 1998  | Los Angeles Galaxy     | Stany Zjednoczone | Major League Soccer           | 31    | 17     |
| 1999  | Los Angeles Galaxy     | Stany Zjednoczone | Major League Soccer           | 9     | 0      |
| 1999  | Miami Fusion           | Stany Zjednoczone | Major League Soccer           | 20    | 8      |
| 2000  | Miami Fusion           | Stany Zjednoczone | Major League Soccer           | 26    | 4      |
| 2001  | Pittsburgh Riverhounds | Stany Zjednoczone | A-League                      | 26    | 7      |
| 2002  | Paraná Clube           | Brazylia          | Campeonato Brasileiro Série A | 0     | 0      |
| 2003  | Fredrikstad FK         | Norwegia          | 1. divisjon                   | 24    | 5      |
| 2004  | Seattle Sounders       | Stany Zjednoczone | A-League                      | 23    | 10     |
| 2005  | Seattle Sounders       | Stany Zjednoczone | USL First Division            | 25    | 4      |

## Kariera reprezentacyjna
Wélton występował w olimpijskiej reprezentacji Brazylii. W 1995 roku uczestniczył w Igrzyskach Panamerykańskich w Mar del Plata na których Brazylia odpadła w ćwierćfinale. Na turnieju Wélton wystąpił w meczu z Bermudami.